# Fort du Bois d’Oye

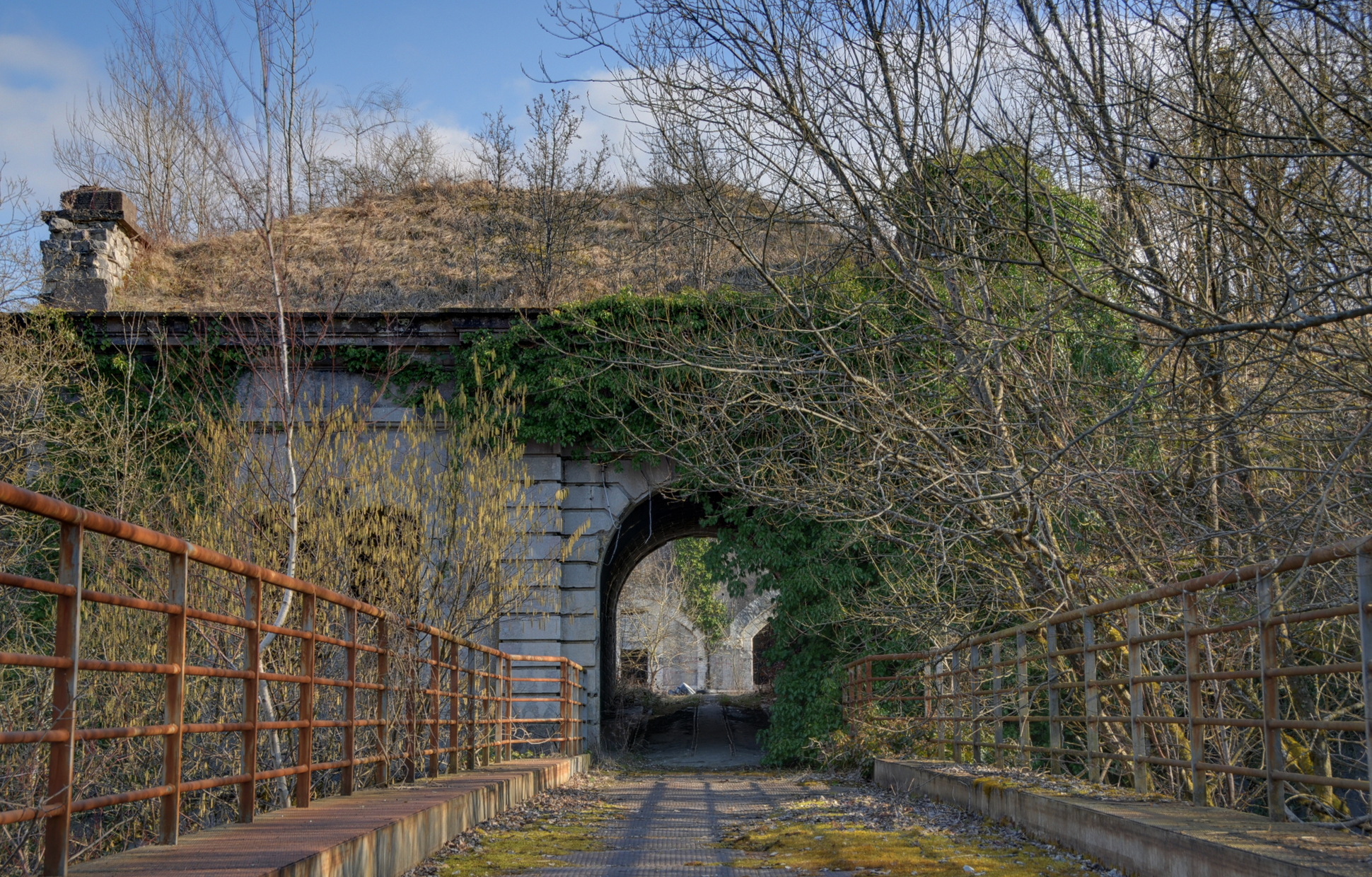
Eingang „Fort du Bois d’Oye“

Das Fort du Bois d’Oye (zeitweise Fort Eblé genannt) war ein Fort à cavalier (auch als Obere Batterie bezeichnet) im Süden der Festung Belfort. Als Teil des Befestigungsringes um Belfort gehörte es zum Système Séré de Rivières. Es liegt in einer Höhe von 420 m auf dem Gebiet der Gemeinde Bermont. Seine Aufgabe war die Unterstützung des Fort Lachaux durch die Überwachung des Vallée de la Savoureuse, der Straße nach Montbéliard und nach Norden der Lücke vor Belfort. Außerdem sicherte und deckte es die Zwischenräume zum Fort de Vézelois, Fort Lachaux und Fort du Mont-Vaudois. Außerdem hatte es den Zugang feindlicher Kräfte auf das Plateau von Dorans-Botans zu unterbinden.

## Benennung
Kurzzeitig war es nach Général Jean-Baptiste Eblé benannt. Per Präsidialdekret vom 21. Januar 1887 setzte der Kriegsminister Georges Boulanger um, dass alle Forts, befestigten Artillerieanlagen und Kasernen des Système Séré de Rivières die Namen von ehemaligen Militärkommandanten zu tragen hätten. Am 13. Oktober 1887 wurde das vom Nachfolger Boulangers, Théophile Ferron, rückgängig gemacht und das Fort erhielt seinen jetzigen Namen zugeteilt.

## Geschichte
Im Jahre 1890 wurde nördlich des Forts ein Unterstand gebaut (l’abri-caverne de Dorans), der im Falle eines Angriffs auf die Festung Belfort Reservetruppen aufnehmen sollte. Hier sollten sie geschützt verbleiben, bis eine etwaige Beschießung der Festung beendet wäre.

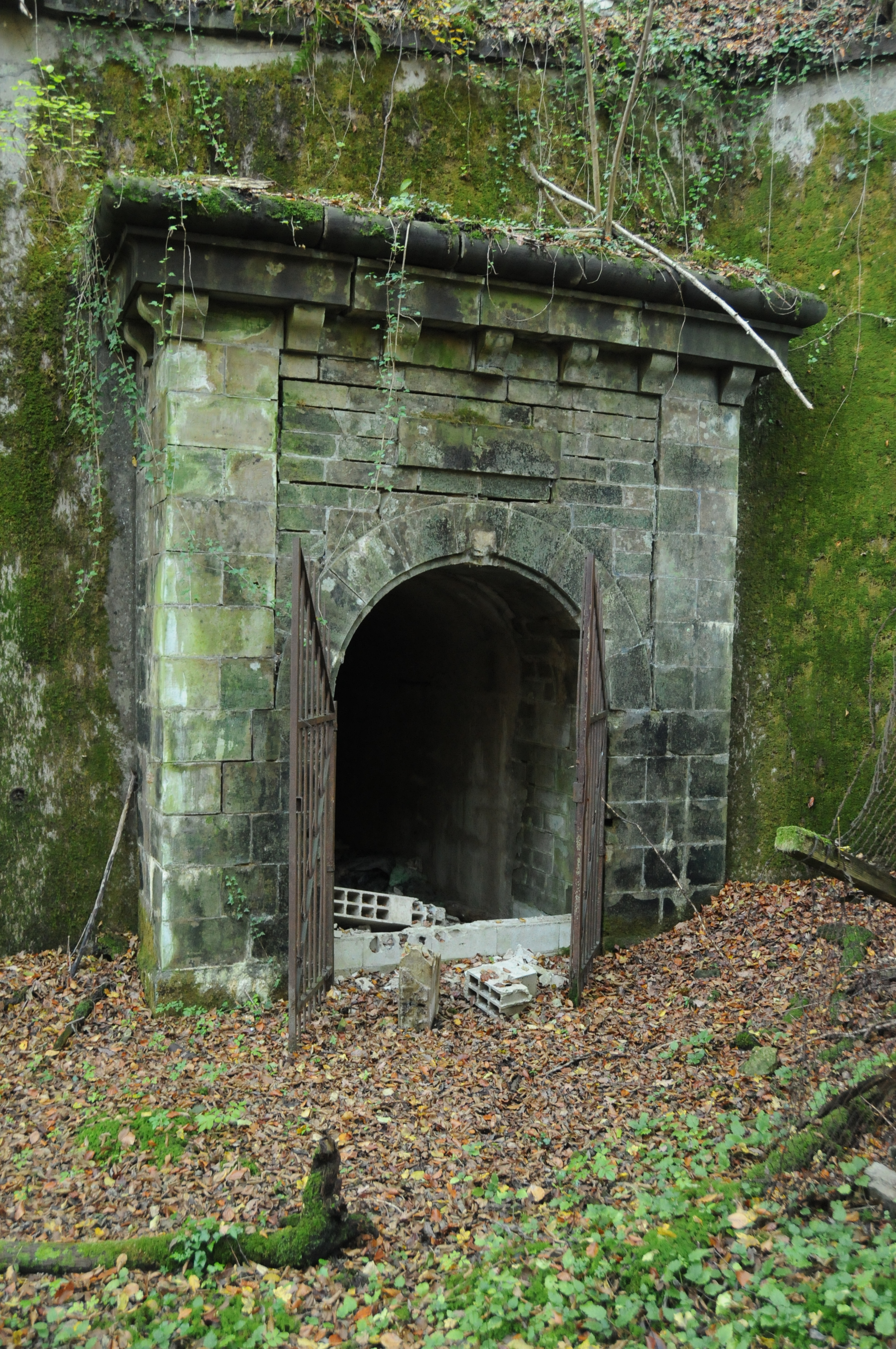
Eingang zum Abri-caverne de Dorans

1893 wurde das Fort, wie eine Reihe anderer, an das strategische Eisenbahnnetz angeschlossen.
- Bauzeit: 11. Juli 1883 bis 31. Dezember 1887
- Besatzung: 17 Offiziere, 32 Unteroffiziere, 624 Mannschaften
- Krankenrevier: 27 Betten
- Bäckerei:

2 × Backöfen System Lamoureux mit einer Kapazität von 250 Broten täglich in der Friedenskasematte
2 × Backöfen System Lamoureux mit einer Kapazität von 250 Broten täglich in der Kriegskasematte
- Zisternen:

1 × Zisterne zu 336,7 m³
1 × Zisterne zu 310,5 m³
1 × Zisterne zu 156,4 m³
- 2 × Pulvermagazin zu je 80 Tonnen Schwarzpulver
- 1 × Kartuschenmagazin

Friedensmäßig waren 598 Schlafplätze vorhanden.
Der Zugang erfolgte über eine Zugbrücke. Eine optische Verbindung per Lichtsignal zu den anderen Werken bestand nicht, jedoch war das Fort an das Telegraphennetz der Festung Belfort angeschlossen.

## Baubeschreibung

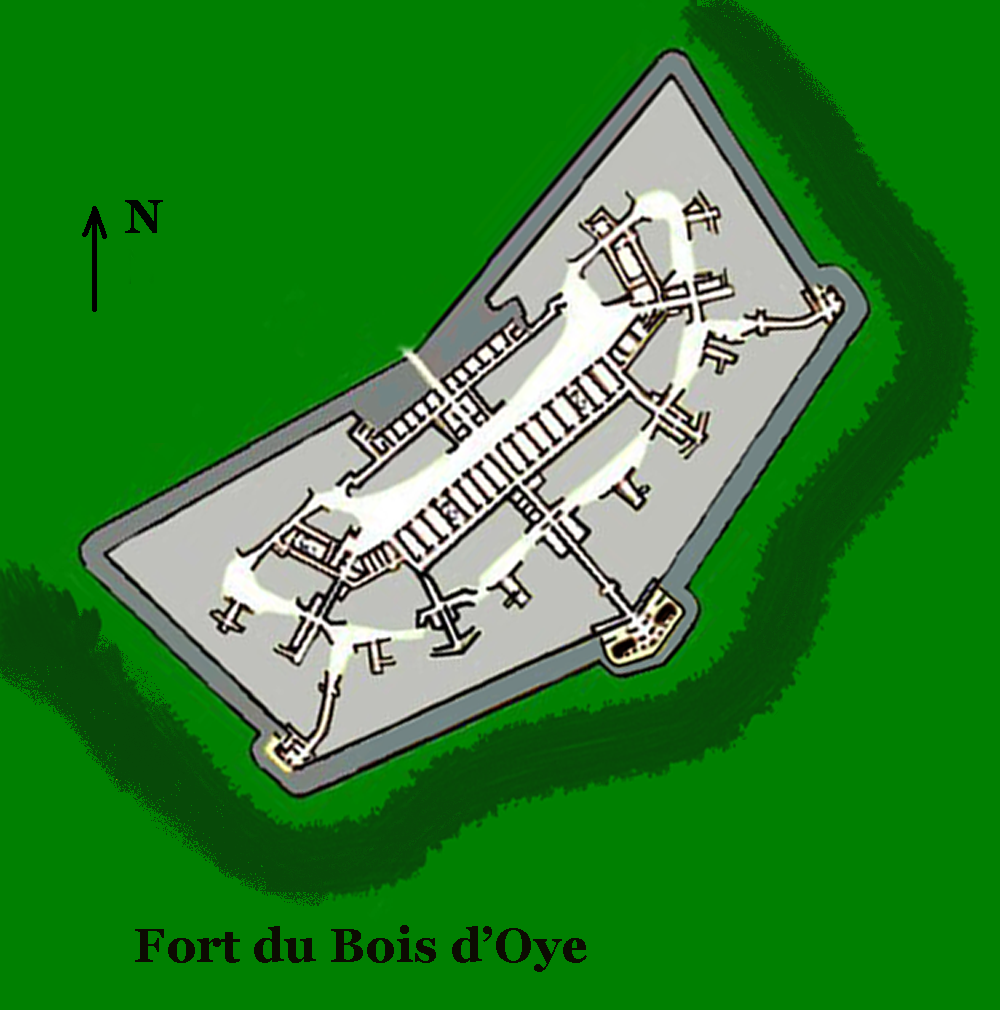
Plan des Forts

Das Fort hat die Form eines ungleichmäßigen Sechsecks und war mit der Front nach Südosten gerichtet. Es verfügt über zwei Facen im ausspringenden Winkel, der leicht von der Mitte nach links versetzt ist. Dadurch sind die rechte Face und die rechte der beiden Flanken jeweils länger als die beiden anderen. Die Kehle ist im einspringenden Winkel nach innen gebrochen. Die Anlage ist von einem trockenen Graben umgeben. Dieser wurde in der Spitze von einer Doppelkaponniere nach links und rechts im Frontbereich und von jeweils einer Kaponniere am Schulterpunkt im Flankenbereich gesichert. Der Zugang zu diesen Kaponnieren erfolgte durch Poternen vom Hauptbau aus. Der Kehlgraben konnte durch Grabenstreichen links und rechts des Eingangstores bestrichen werden. Der Aufbau des Forts war aus Kalksteinblöcken errichtet und frontseitig mit Erde angeschüttet. Auf dem Komplex befanden sich die Geschützstellungen, die gegeneinander durch Traversen abgetrennt waren. Später wurden im Rahmen der Modernisierungsmaßnahmen Betonverstärkungen angebracht und Panzerstände eingebaut. Auch wurde der rechte Flügel der Aufbauten (Friedenskaserne genannt) durch eine betonierte Anlage ersetzt. Die Kaponnieren wurden entfernt und dafür in die Contreescarpe vier Grabenstreichen eingebaut. Im linken Schulterpunkt zur Deckung des linken Flankengrabens, in der Spitze zur Deckung der linken Face, im rechten Schulterpunkt zur Deckung der rechten Face und des rechten Flankengrabens und im rechten Kehlpunkt zur Deckung des Kehlgrabens. Im zurückgezogenen Teil des Torbereichs befand sich unterhalb des Niveaus in der inneren Grabenwand eine weitere Friedenskaserne, von deren Fenster aus ebenfalls der Graben bestrichen werden konnte. Links und rechts der Zugbrücke rückten die inneren Grabenwände ein und schufen so die Kehlgrabenstreiche von der aus dieser Bereich in Kreuzfeuer genommen und auch der Kehlgraben gedeckt werden konnte. Es hatte ursprünglich den gleichen Bauplan wie das Fort de Vézelois.

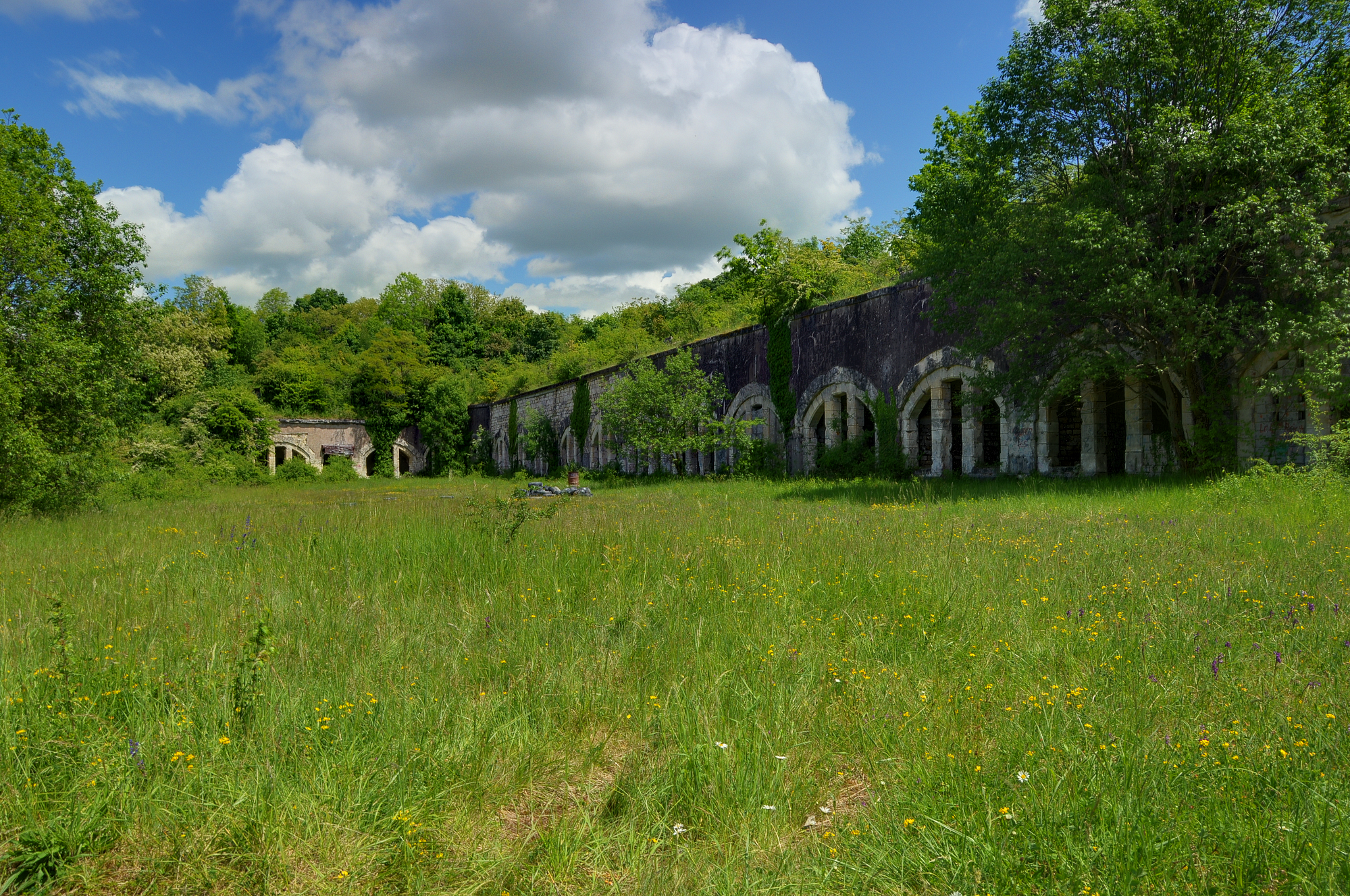
Kasemattenkorps der Friedenskaserne

### Vorgesehene Modernisierungen gemäß Etat von 1900
Bau einer Unterkunft mit 200 Plätzen, Ersatz der drei Kaponnieren durch eine doppelte und drei einfache Grabenstreichen. Verstärkung des Kartuschenmagazins. (Veranschlagte Kosten: 1.563.000 Goldfranc)
Im Jahr 1908 wurden die Modernisierungsplanungen von 1900 um die folgenden Panzerteile erweitert.
- 1 × Gepanzerte Beobachtungskuppel (Observatoire cuirassé) mit Ersatz der Zwischenraumstreiche (Casemate de Bourges) durch einen Geschützpanzerturm 75 R 05
- Ersatz des Geschützpanzerturms 155L durch einen vom Typ 155 R 07
- Bau einer Panzerbatterie mit zwei Geschütztürmen vom Typ  155 C außerhalb der Anlage. (Diese Arbeiten waren für 1915–1916 vorgesehen.)

### Durchgeführte Modernisierungsmaßnahmen
- 1890–1895: Bau eines Unterstandes mit 247 Plätzen außerhalb des Forts. Dieser wurde als „Abri de Dorans“ bezeichnet.
- 1908–1909: Ersatz der drei Kaponnieren durch eine doppelte und drei einfache Grabenstreichen.
- 1909–1915: Bau eines betonierten Unterstandes mit 586 Plätzen, (443 Schlafplätze und 143 Sitzplätze.) Installation einer internen Kommunikationsanlage und Bau einer Zwischenraumstreiche zum Schutz der Flanke von Fort du Mont Vaudois.
- 1910–1911: Installation eines Geschützpanzerturms 75 R 05, von vier gepanzerten Beobachtungskuppeln (Observatoire cuirassé) und einem Geschützpanzerturm 155 R 07
- 1912–1913: Installation von drei gepanzerten Maschinengewehrtürmen, die am 6. Februar 1913 feuerbereit waren.
- 1913–1914: Anschluss an das Stromnetz und Installation elektrischer Beleuchtung, Einbau elektrisch betriebener Ventilation in den betonierten Teilen des Forts und Einrichtung eines Elektrizitätswerks zur Notstromversorgung mit zwei Motoren und zwei Dynamos.
- 1913–1914: Die Arbeiten an der externen Geschützbatterie mit zwei Panzertürmen 155 C wurden nach Kriegsausbruch eingestellt.

## Bewaffnung

### 1886
| Auf den Wällen | Unter Panzerschutz | Grabenwehren                                                      | Externe Batterie  |
| --- | ------------------ | ----------------------------------------------------------------- | ----------------- |
| 17 × Canon de 155 mm L modèle 1877 5 × Canon de 120 mm L modèle 1878 2 × Mortier lisse de 32 (320 mm) 2 × Mörser Mortier de 270 modèle 1885 2 × Mörser Mortier de 220 mm modèle 1880 |                    | 6 × Canon revolver de 40 mm modèle 1879 4 × Canon Reffye de 85 mm | noch nicht gebaut |
| Geschütze gesamt:38 |                    |                                                                   |                   |

### 1903
| Auf den Wällen                                                                                            | Unter Panzerschutz | Grabenwehren                                                                | Externe Batterie  |
| --- | ------------------ | --------------------------------------------------------------------------- | ----------------- |
| 6 × Canon de 120 long modèle 1878 10 × Canon de 90 mm modèle 1877 2 × Mörser „Mortier de 270 modèle 1885“ |                    | 6 × Canon revolver de 40 mm modèle 1879 4 × Canon 12 de culasse modèle 1884 | noch nicht gebaut |
| Geschütze gesamt:28                                                                                       |                    |                                                                             |                   |

### 1906
| Auf den Wällen                                                                                                | Unter Panzerschutz | Grabenwehren                                                                            | Externe Batterie  |
| --- | ------------------ | --------------------------------------------------------------------------------------- | ----------------- |
| 6 × „Canon de 120 long modèle 1878“ 10 × „Canon de 90 mm modèle 1877“ 2 × Mörser „Mortier de 270 modèle 1885“ |                    | 6 × Canon revolver de 40 mm modèle 1879 4 × Geschütze „Canon 12 de culasse modèle 1884“ | noch nicht gebaut |
| Geschütze gesamt:28                                                                                           |                    |                                                                                         |                   |

### 1907
| Auf den Wällen                                                                        | Unter Panzerschutz | Grabenwehren                                                                            | Externe Batterie  |
| ------------------------------------------------------------------------------------- | ------------------ | --------------------------------------------------------------------------------------- | ----------------- |
| 8 × Geschütze „Canon de 90 mm modèle 1877“ 2 × Mörser 27 „Mortier de 270 modèle 1885“ |                    | 6 × Canon revolver de 40 mm modèle 1879 4 × Geschütze „Canon 12 de culasse modèle 1884“ | noch nicht gebaut |
| Geschütze gesamt:20                                                                   |                    |                                                                                         |                   |

### 1912
| Auf den Wällen                                                                                  | Unter Panzerschutz | Grabenwehren                                                                            | Externe Batterie  |
| ----------------------------------------------------------------------------------------------- | --- | --------------------------------------------------------------------------------------- | ----------------- |
| 3 × Geschütze „Canon de 90 mm modèle 1877“ (Reserve) 2 × Mörser 27 „Mortier de 270 modèle 1885“ | 3 × Gepanzerte Maschinengewehrtürme modèle 1899 1 × Geschützpanzerturm 155 R 07 1 × Geschützpanzerturm 75 R 05 1 × Zwischenraumstreiche (Casemate de Bourges) 4 × gepanzerte Beobachtungskuppeln | 6 × Canon revolver de 40 mm modèle 1879 5 × Geschütze „Canon 12 de culasse modèle 1884“ | noch nicht gebaut |
| Geschütze gesamt:24                                                                             | |                                                                                         |                   |

### 1914
| Auf den Wällen | Unter Panzerschutz | Grabenwehren                                                                            | Externe Batterie  |
| --- | --- | --------------------------------------------------------------------------------------- | ----------------- |
| 7 × Geschütze „Canon de 90 mm modèle 1877“ (Reserve) 2 × Mörser 27 „Mortier de 270 modèle 1885“ 1 × Maschinengewehrabteilung | 3 × Gepanzerte Maschinengewehrtürme 1 × Geschützpanzerturm 155 R 07 1 × Geschützpanzerturm 75 R 05 1 × Zwischenraumstreiche (Casemate de Bourges) 4 × Gepanzerte Beobachtungskuppeln | 6 × Canon revolver de 40 mm modèle 1879 5 × Geschütze „Canon 12 de culasse modèle 1884“ | noch nicht gebaut |
| Geschütze gesamt:29 | |                                                                                         |                   |

## Kriegsgeschehen
Während des Ersten Weltkrieges und auch des Zweiten Weltkrieges war das Fort in keine Kampfhandlungen verwickelt. Nach 1940 wurden die Stahlteile von der deutschen Besatzung ausgebaut und der Verschrottung zugeführt. Es befindet sich in einem relativ guten Zustand und ist im Besitz der französischen Armee. Ein Betreten ist nicht möglich.
→ siehe auch: Raymond Adolphe Séré de Rivières